# Charles Biscoe
Charles Henry Biscoe (* 28. Juni 1875 in Frankfurt am Main, Deutsches Kaiserreich; † 22. Dezember 1948 in Cirencester) war ein britischer Fechter.

## Karriere
Biscoe begann seine sportliche Laufbahn bei den britischen Meisterschaften im Jahr 1924. Hier errang er im Degenfechten den Titel. Später im selben Jahr folgte seine erste olympische Teilnahme. Bei den Spielen in Paris erreichte er im Einzel das Halbfinale, mit der Mannschaft endete der Wettbewerb im Viertelfinale. Zusätzlich beteiligte er sich als Schiedsrichter sowohl in den olympischen Wettkämpfen im Degenfechten als auch im Florettfechten. Vier Jahre später nahm er in Amsterdam an seinen zweiten Olympischen Spielen teil – im Einzel mit dem Degen erreichte er das Viertelfinale, mit der Mannschaft schied er nach der ersten Runde aus. Auch 1928 wurde er zusätzlich als Schiedsrichter eingesetzt. Sein letzter internationaler Auftritt ereignete sich 1934, als er das britische Team bei der Thompson Trophy als Kapitän anführte.
Neben seiner aktiven sportlichen Laufbahn beteiligte er sich auch auf administrativer Ebene. 1902 war er Gründungsmitglied der Amateur Fencing Association, dessen Mitglied er bis 1939 blieb. Neben der Mitgliedschaft nahm er auch verschiedene Ämter in der Vereinigung war – so war er zwischen 1926 und 1928 Schatzmeister, zwischen 1928 und 1936 Sekretär sowie ab 1936 Vizepräsident. 